# Szelle Kálmán
Szelle Kálmán (Gyoma, 1890. március 27. – Budapest, 1977. szeptember 5.) építész.

## Életpályája
1890. március 27-én született Gyomán. Életének első évtizedeiről kevés adat ismert, a második világháború előtt tervezett épületeiből sértetlenül nagyon kevés maradt fenn. A Budapest Somlói úti Halápi-villa a modern magyar építészeti törekvéseket tükrözi. 1945 után főleg városépítési, városesztétikai és műemlék-helyreállítási munkákkal foglalkozott. Fontos építészeti alkotása Zebegényben Szőnyi István műteremháza (ma múzeuma), nyaraló Balatonakarattyán, valamint Budakalászon.

## Munkái
- Budapest, Somlói úti Halápi-villa
- Zebegény, Szőnyi István műteremháza (1960)
- Balatonakarattya, nyaraló
- Vác, Március 15-e tér műemléki épületeinek helyreállítása
- Esztergom, Rákóczi tér rendezése